# NForce 790i SLI
nForce 790i SLI – chipset należący do rodziny chipsetów z serii nForce700, produkowanych przez firmę Nvidia, przeznaczony do współpracy z procesorami Intel Core 2 i AMD Phenom, montowany na płytach głównych. Płyty główne oparte na chipsetach nForce 790i SLI, umożliwiają obsługę pamięci DDR3, oraz współpracę z procesorami Intela o FSB równym 1600 MHz. Wspierają technologię ESA, pozwalającą na pełną kontrolę oraz monitoring pracy płyty głównej w czasie rzeczywistym.

## Cechy chipsetu
- obsługa pamięci DDR3 SDRAM
- możliwość przetaktowywania magistrali FSB
- obsługa technologii ESA, zapewnia możliwość monitorowania wydajności komputera w czasie rzeczywistym
- obsługa standardu PCI Express w wersji 2.0, zapewniającej podstawę dla wymagających większej przepustowości przyszłych gier i aplikacji 3D, oferując przepustowość na poziomie 5 GT/s (dwukrotnie wyższym niż pierwsza wersja PCI Express)
- wsparcie technologii dyskowej NVIDIA Media Shield, czyli zestawu funkcji zabezpieczających najważniejsze cyfrowe dane
- wsparcie dla technologii NVIDIA FirstPacket, zapewniającej stabilny ruch sieciowy
- obsługa High Definition Audio, pozwalająca na odtwarzanie na komputerach wielokanałowego dźwięku o jakości domowego sprzętu audio wysokiej klasy

## Specyfikacja[1]
| NVIDIA SLI Ready             | Prawdziwa grafika 3 x16 Obsługa technologii Quad SLI z dwiema podwójnymi kartami graficznymi GeForce 9800 GX2 3-kanałowa technologia SLI z trzema kartami graficznymi NVIDIA GeForce 9800 GTX Obsługa technologii SLI z dwiema identycznymi kartami graficznymi SLI Ready |
| Narzędzia wydajności systemu | Płyta główna z certyfikatem ESA Panel kontrolny NVIDIA Monitor systemu NVIDIA |
| Złącza rozszerzeń            | Obsługa PCI Express 2.0 62 linie, 12 slotów: 3 x16* lub 4 x8, 1 x16, 1 x8, 6 x1 *2 x16 to złącza PCI Express Gen 2.0, 1 x16 to złącze PCI Express Gen 1.0, do 5 slotów PCI                                                                                                |
| CPU                          | Intel Socket LGA775 Pełna obsługa Intel Penryn (Yorkfield i Wolfdale), Core 2 Extreme, Core 2 Quad, Core 2 Duo, rodziny Intel Pentium |
| Magistrala Front Side Bus    | 1600 |
| Pamięć                       | Dwukanałowa architektura pamięci DDR3 1333 (EPP2.0) |
| Dyski                        | Technologia NVIDIA MediaSheild™ Do 6 napędów Serial ATA 3.0 Gb/s Do 2 napędów PATA (Ultra DMA 133/100/66/33) RAID w konfiguracjach 0, 1, 0+1, 5 |
| Obsługa sieci                | Podwójne natywne połączenia Gigabit Ethernet Technologia NVIDIA FirstPacket™ Technologia NVIDIA DualNet® |
| USB                          | Do 10 portów USB 2.0 |
| Audio                        | HDA (Azalia) |